# Pelangki (Batang Masumai)
Pelangki is een bestuurslaag in het regentschap Merangin van de provincie Jambi, Indonesië. Pelangki telt 793 inwoners (volkstelling 2010).